# Содомія

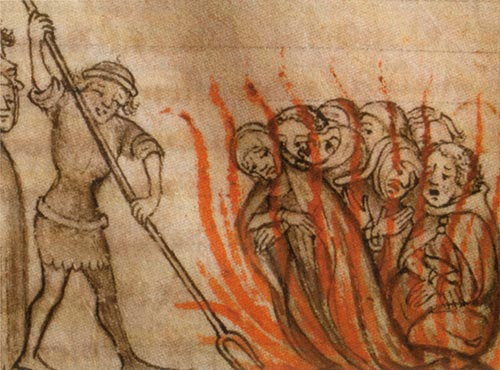
Спалення содомітів.

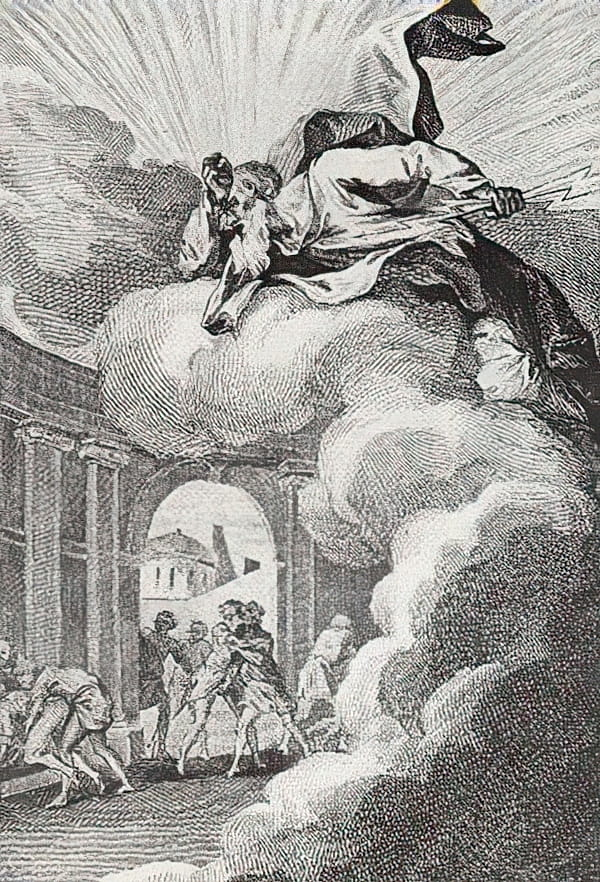
Франсуа Еллюїн, Содоміти викликають гнів Господній, гравюра з серії «Le pot pourri de Loth» (1781 р.).

Содомія — історичний термін, гіперонім для позначення різних форм сексуальної поведінки, що оцінюється як девіантна, і має богословське і правове забарвлення. На думку християнського вчення, гріх содомії постає у Священному писанні, де гріх жителів Содому, розуміють в церковній традиції як спробу гомосексуального насильства над гостями Лота, був суворо покараний (Бут 19. 4-11; пор.: Юд. 7; за назвою міста Содому гомосексуальність в церковній традиції іменується також содомським гріхом).
Втім, ні Танах в особі пророків Єремії та Єзекіїля, ні авторитетні раввіністичним коментатори не стверджують, що головною причиною знищення Содому і Гоморри було мужолозтво, хоча і не виключають його зі списку причин знищення.

## Біблія про содомію
У Біблії всього 6 місць, які в більшій чи меншій мірі стосуються регламентації гомосексуальності: руйнування Содому (Бут 19: 1-9), фрагменти з Кодексу святості (Лев 18:22; 20:13) і фрагменти з листів ап. Павла (Рим. 1: 24-27; 1 Кор. 6: 9; 1 Тим. 1:10). 

### Старий Завіт
Біблійна оповідь про руйнування міста, населеного нечестивими людьми, описує жителів міста Содому, які виявили бажання сексуального зв'язку з двома мандрівниками, що зупинилися на нічліг у праведного Лота. У той же день за крайнє нечестя жителів Содом і Гоморра з околицями були знищені Богом вогнем з неба.
І прибули обидва Анголи до Содому надвечір, а Лот сидів у брамі Содому. Лот побачив, і встав, щоб зустріти їх, і вклонився обличчям до землі, і сказав: панове мої! Зайдіть до дому вашого раба, і ночуйте, і помийте ноги свої, а рано встанете й підете на дорогу свою. Але вони сказали: ні, ми ночуємо на вулиці. Він же сильно налягав, і вони пішли до нього, і прийшли в будинок його. Він зробив їм частування і спік прісні хліби, і вони їли. Ще вони не полягали спати, як міські жителі - содомляни - від молодого до старого, увесь народ з усіх кінців міста, оточили будинок, і викликали Лота, і сказали йому: де люди, які прийшли до тебе на ніч? Виведи їх до нас, ми пізнаємо їх. Лот вийшов до входу до них, і замкнув за собою двері, і сказав [їм]: брати мої, не робіть зла, ось у мене дві доньки, що мужа не пізнали, краще я виведу їх до вас, робіть з ними, що вам завгодно, тільки людям цим не робіть нічого, тому що вони прийшли під тінь даху мого. Тоді мужі ті простягли руки свої, і ввели Лота до себе до дому, і двері [дому] замкнули, а людей, що стояли при вході в будинок, вони вдарили сліпотою, від малого до великого, так що вони змучились, шукаючи входу. Сказали мужі ті Лоту: хто у тебе є ще тут? Зятів, і синів своїх, і дочок своїх, і хто б не був у тебе в місті, виведи з цього місця, бо ми знищимо це місце, бо збільшився їхній крик перед до Господа, і Господь послав нас винищити його. І вийшов Лот, і промовив до зятів своїх, що мали взяти дочок його, і сказав: Уставайте, вийдіть із цього місця, бо Господь знищить місто. Але в очах зятів здалося, що він жартує. (Буття, 1 М. 19:1-14)
В книзі пророка Єзекіїля 16:49-50 названі деякі причини знищення Содому: "Ось у чому було беззаконня Содоми, сестри твоєї, і дочок її: у гордості, пересиченні й лінощах, і вона руки бідного й убогого не підтримувала. І загордилися вони, і робили мерзоти перед лицем Моїм, і, побачивши це, Я відкинув їх."
Також і у книзі пророка Єремії 23:14 сказано: "Але у пророках Єрусалима бачу жахливе: вони перелюбствують і ходять у неправді, підтримують руки лиходіїв, щоб ніхто не навертався від свого нечестя; всі вони переді Мною — як Содом, і жителі його — як Гоморра."

#### Ліберальні тлумачення Содомського гріху
Попри те, що протягом багатьох століть церковної історії ці уривки однозначно тлумачили як антигомосексуальні, починаючи з останньої чверті XX століття безліч західних дослідників ставили під сумнів традиційні тлумачення цих місць. Всі ці дослідники вважають що біблійні уривки необхідно інтерпретувати в рамках історичного контексту того часу, коли вони були написані. Їхні дослідження вказують на складнощі перекладу конкретних слів у розглянутих фрагментах. Основоположником такого напряму в біблійних дослідженнях став англіканський богослов Деррік Шервін Бейлі. У книзі, що вийшла в 1955 році, «Гомосексуальність і західне християнство» (англ. «Homosexuality and the Western Christian Tradition») він вперше вказав на історичні корені конструювання «гріха Содому» саме як гомосексуальної поведінки («злочини проти природи»), а також на те, що це трактування з'явилося лише в період правління імператора Юстиніана Великого (в кодексі Юстиніана). Бейлі зазначає і те, що в рабіністичній традиції «гріх Содому» ніколи не трактувався в ключі гомосексуальності, а завжди розглядався як відсутність гостинності. Бейлі також детально розглянув юридичні та богословські аспекти в розумінні гомосексуальної поведінки від епохи дохристиянських імператорів і ранніх отців церкви до періоду середніх століть. Закріплення за поняттям «содомія» значення «сексуальний гріх» відбулося через Петра Даміана, а саме завдяки його праці «Книга Гоморри», яка була написана близько 1051 року й була спрямована проти «пороків духовенства». Для заборон з книги Левит 18:22 і 20:13 також існує кілька інтерпретацій, які стосуються можливих варіантів перекладу. Зокрема, Д. В. Щедровицький каже, що, можливо, у цих уривках йдеться або про інтерсексуальних людей («чоловік з ложами жіночими»), або про ритуальне групове (почергове) сполучення двох чоловіків з однією жінкою («не ляжеш з чоловіком при ложах жіночих»). Інша альтернативна інтерпретація цих уривків стосується слова «Гидота» і вказує на те, що це поняття використовувалося в значенні «ритуальна нечистота». Таким чином, ця заборона мати ритуальний характер і спрямований проти ритуальної гомосексуальної поведінки, яка була поширена в інших народів, що жили поруч з євреями.

### Новий Завіт
Фрагменти з Нового Завіту також можуть інтерпретуватися по-різному. Уривок з послання апостола Павла до Римлян («Тому то й видав їх Бог у пожадливостях їхніх сердець на нечистість, щоб вони самі знеславляли тіла свої. Так само й чоловіки, позоставивши природне єднання з жіночою статтю, розпалилися своєю пожадливістю один до одного, і чоловіки з чоловіками сором чинили. І вони прийняли в собі відплату, відповідну їхній блудові.» Рим. 1: 24-27) викликає найбільші богословські дискусії, оскільки містить в собі положення, які пізніше стали використовуватися для конструювання дискурсу «природності» не тільки в моральній теології, а й в антропологічному вченні християнських церков в цілому (особливо в Римо-католицькій церкві). Зараз дослідники говорять про те, що в цьому фрагменті мова може йти про людей з гетеросексуальною орієнтацією, які експериментують у своїй сексуальній поведінці, і тому для них така поведінка неприродна. Того ж часу, як каже Джон Босуелл, для людей з гомосексуальною орієнтацією неприродним є гетеросексуальна поведінка, отже, до них даний фрагмент не може бути застосовано. Природно, що цей аргумент не влаштовує прихильників консервативної інтерпретації, які стверджують, що всі люди спочатку створюються Богом гетеросексуальними, а гомосексуальність — це «перекручення людської природи» . Інше тлумачення зазначає, що слова «чоловіки» і «жінки» в цьому уривку (до речі, це єдине місце в усій Біблії, де прямо згадуються одностатеві сексуальні стосунки між жінками) стоять у множині — це може вказувати на те, що автор говорить або про групові сексуальні акти, або про групове сексуальне насилля.
В посланні Юди 1:7-8 сказано: "Як Содом і Гоморра та навколишні міста, які подібно до них блудодіяли й ходили за іншою плоттю, зазнавши кари вогню вічного, поставлені як приклад, — так само буде і з цими мрійниками, що оскверняють плоть, зневажають начальство і лихословлять високу владу."

У Другому посланні ап. Петро 2:6-12 пише: "і якщо міста Содом та Гоморру, засудивши на знищення, спопелив, показавши приклад майбутнім нечестивцям, а праведного Лота, змученого людьми шаленої розпусти, визволив‚ — бо цей праведник, живучи серед них, бачив і чув беззаконні справи їхні й тим щодня мучив свою праведну душу, — то, звичайно, знає Господь, як визволяти благочестивих від спокуси, а беззаконників тримати на день суду, для покарання, а найпаче тих, що йдуть слідом за гидкою похіттю плотською, зневажають начальства, зухвалі, само догідливі, не бояться злословити вищих, тоді як і ангели, перевершуючи їх міццю та силою, не промовляють на них перед Господом докірливого суду. Вони, як безмовні тварини, що за своєю природою призначені на виловлення та знищення, лихословлячи те, чого не розуміють, у розтлінні своєму знищаться"